# Lezay
Lezay és un municipi francès situat al departament de Deux-Sèvres i a la regió de la Nova Aquitània. L'any 2007 tenia 2.045 habitants.

## Demografia

### Població
El 2007 la població de fet de Lezay era de 2.045 persones. Hi havia 876 famílies de les quals 268 eren unipersonals (88 homes vivint sols i 180 dones vivint soles), 388 parelles sense fills, 188 parelles amb fills i 32 famílies monoparentals amb fills.
La població ha evolucionat segons el següent gràfic:
Habitants censats

### Habitatges
El 2007 hi havia 1.020 habitatges, 899 eren l'habitatge principal de la família, 64 eren segones residències i 57 estaven desocupats. 958 eren cases i 57 eren apartaments. Dels 899 habitatges principals, 647 estaven ocupats pels seus propietaris, 217 estaven llogats i ocupats pels llogaters i 35 estaven cedits a títol gratuït; 8 tenien una cambra, 42 en tenien dues, 117 en tenien tres, 205 en tenien quatre i 527 en tenien cinc o més. 679 habitatges disposaven pel capbaix d'una plaça de pàrquing. A 423 habitatges hi havia un automòbil i a 332 n'hi havia dos o més.

### Piràmide de població
La piràmide de població per edats i sexe el 2009 era:
| Homes | Edats   | Dones |
| ----- | ------- | ----- |
| 12    | 95 o +  | 24    |
| 8     | 90 a 94 | 24    |
| 28    | 85 a 89 | 60    |
| 20    | 80 a 84 | 36    |
| 72    | 75 a 79 | 72    |
| 92    | 70 a 74 | 92    |
| 76    | 65 a 69 | 84    |
| 88    | 60 a 64 | 100   |
| 36    | 55 a 59 | 48    |
| 76    | 50 a 54 | 68    |
| 52    | 45 a 49 | 76    |
| 72    | 40 a 44 | 68    |
| 56    | 35 a 39 | 60    |
| 64    | 30 a 34 | 52    |
| 48    | 25 a 29 | 20    |
| 36    | 20 a 24 | 32    |
| 44    | 15 a 19 | 60    |
| 60    | 10 a 14 | 64    |
| 36    | 5 a 9   | 48    |
| 36    | 0 a 4   | 24    |

## Economia
El 2007 la població en edat de treballar era de 1.065 persones, 738 eren actives i 327 eren inactives. De les 738 persones actives 681 estaven ocupades (357 homes i 324 dones) i 57 estaven aturades (23 homes i 34 dones). De les 327 persones inactives 152 estaven jubilades, 76 estaven estudiant i 99 estaven classificades com a «altres inactius».

### Ingressos
El 2009 a Lezay hi havia 897 unitats fiscals que integraven 1.940,5 persones, la mediana anual d'ingressos fiscals per persona era de 15.121 €.

### Activitats econòmiques
Dels 130 establiments que hi havia el 2007, 7 eren d'empreses extractives, 6 d'empreses alimentàries, 1 d'una empresa de fabricació de material elèctric, 4 d'empreses de fabricació d'altres productes industrials, 18 d'empreses de construcció, 22 d'empreses de comerç i reparació d'automòbils, 3 d'empreses de transport, 6 d'empreses d'hostatgeria i restauració, 1 d'una empresa d'informació i comunicació, 14 d'empreses financeres, 9 d'empreses immobiliàries, 12 d'empreses de serveis, 18 d'entitats de l'administració pública i 9 d'empreses classificades com a «altres activitats de serveis».
Dels 39 establiments de servei als particulars que hi havia el 2009, 1 era una oficina d'administració d'Hisenda pública, 1 gendarmeria, 1 oficina de correu, 3 oficines bancàries, 1 funerària, 5 tallers de reparació d'automòbils i de material agrícola, 1 taller d'inspecció tècnica de vehicles, 3 paletes, 1 guixaire pintor, 4 fusteries, 4 lampisteries, 2 electricistes, 1 empresa de construcció, 3 perruqueries, 1 veterinari, 4 restaurants, 2 agències immobiliàries i 1 saló de bellesa.
Dels 10 establiments comercials que hi havia el 2009, 1 era un supermercat, 2 fleques, 4 carnisseries, 1 una llibreria, 1 un drogueria i 1 una floristeria.
L'any 2000 a Lezay hi havia 40 explotacions agrícoles que ocupaven un total de 3.016 hectàrees.

## Equipaments sanitaris i escolars
El 2009 hi havia 2 farmàcies i 1 ambulància.
El 2009 hi havia 1 escola maternal i 1 escola elemental. Lezay disposava d'un col·legi d'educació secundària amb 194 alumnes.

## Poblacions més properes
El següent diagrama mostra les poblacions més properes.